# Gemeinde Križevci

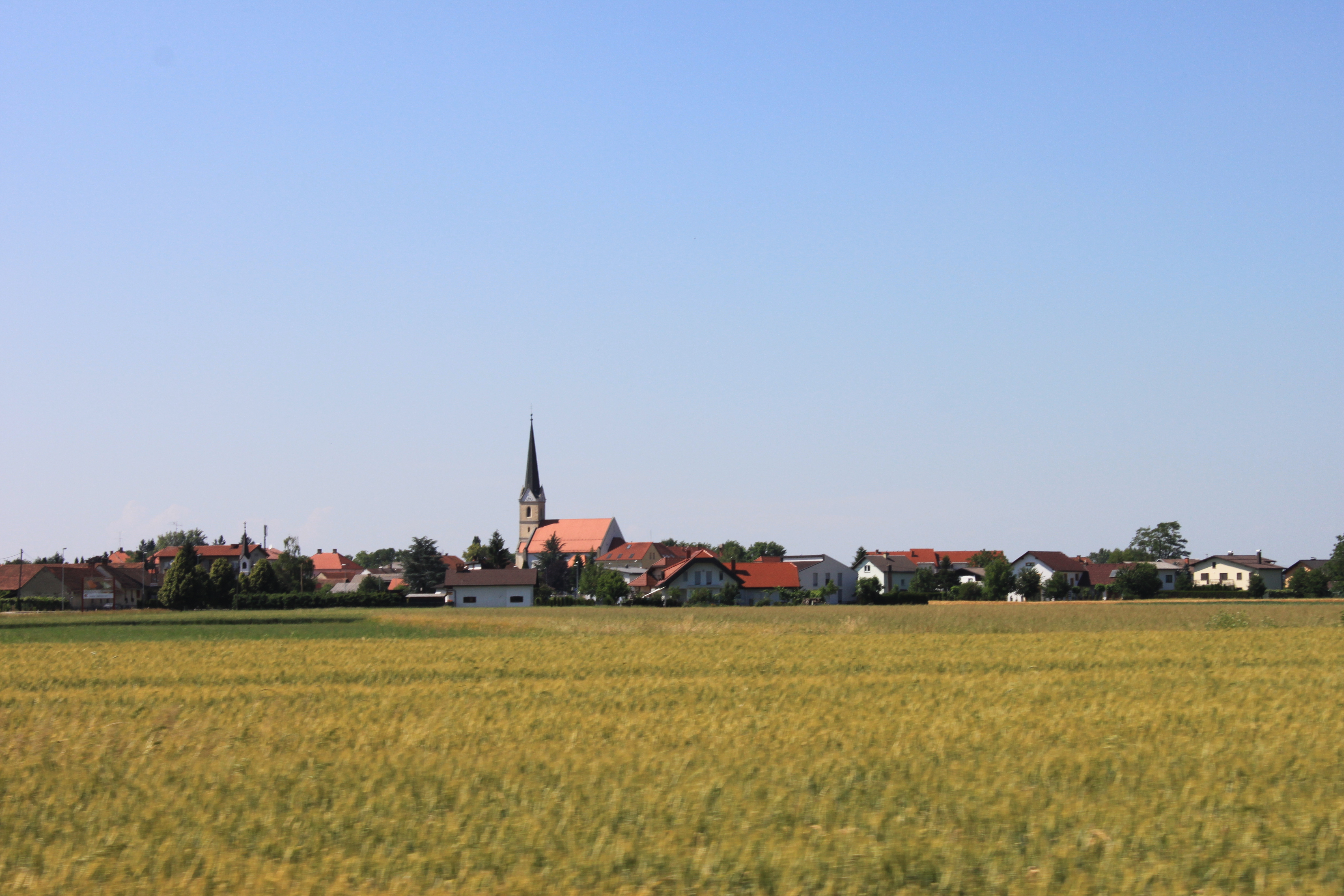
Križevci (Kreuzdorf bei Luttenberg), Blick nach Norden

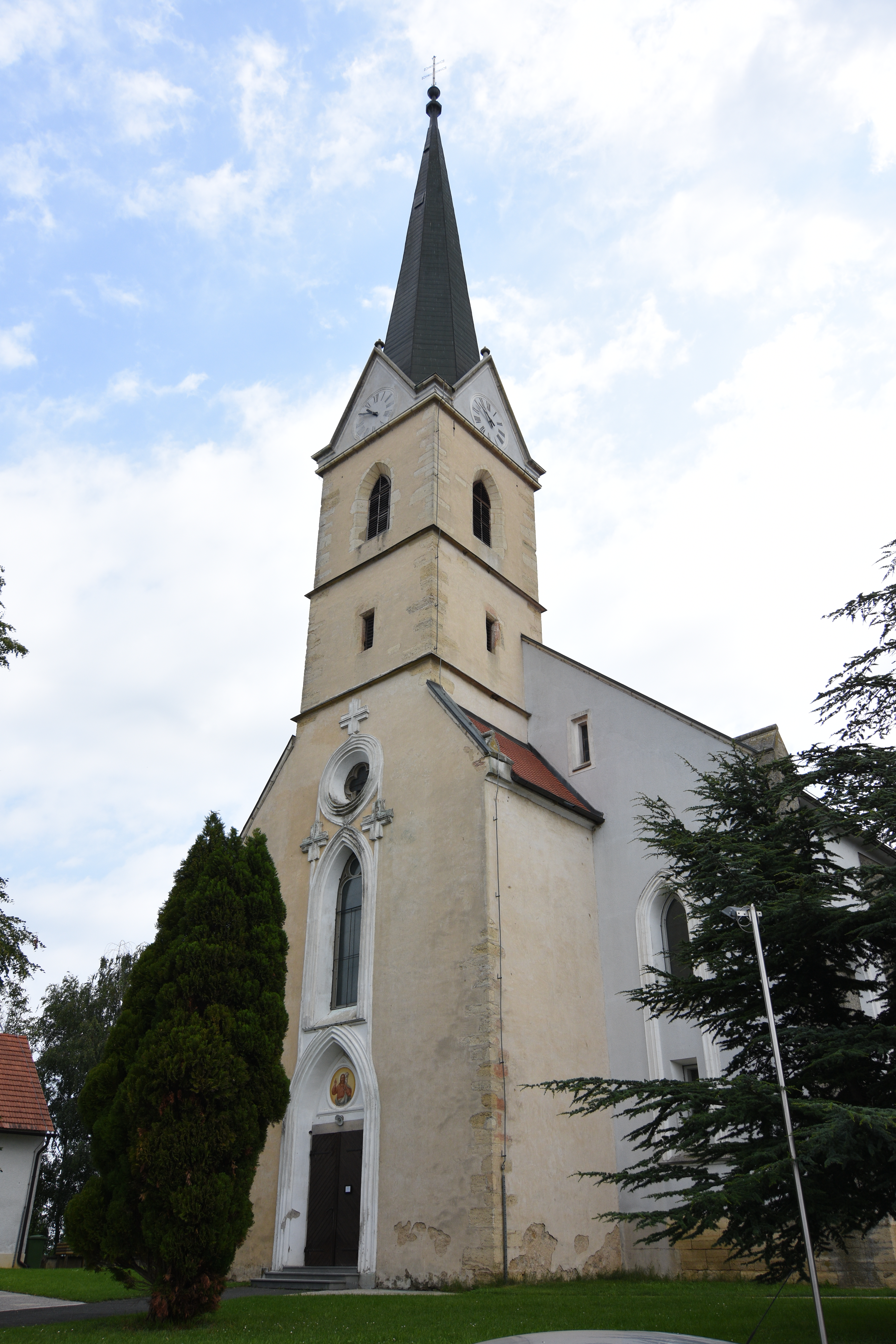
Kirche Križevci

Križevci (deutsch: Kreuzdorf bei Luttenberg) ist der Name einer Gemeinde im Nordosten Sloweniens. Sie liegt in der historischen Landschaft Spodnja Štajerska (Untersteiermark) und ist heute Bestandteil der statistischen Region Pomurska. Hauptort und Gemeindesitz ist die Ortschaft Križevci pri Ljutomeru.

## Geographie

### Lage
Križevci liegt in der Kleinregion Prlekija in dem Bereich, in dem das Tal der Ščavnica (Stainz) in jenes der Mur einmündet. Die Ebene in diesem Gebiet wird als Mursko polje (Murfeld) bezeichnet und ist für ihre Seen bekannt. Der Gajševsko jezero, der im Süden der Gemeinde die Ščavnica aufstaut, zählt zu den größeren. Der Hauptort Križevci pri Ljutomeru liegt auf 185 m. ü. A., nennenswerte Erhebung gibt es auf dem Gemeindegebiet nicht.

### Gemeindegliederung
Die Gemeinde umfasst 16 Ortschaften. Die deutschen Exonyme in den Klammern wurden bis zum Abtreten des Gebietes an das Königreich der Serben, Kroaten und Slowenen im Jahr 1918 vorwiegend von der deutschsprachigen Bevölkerung verwendet und sind heutzutage größtenteils unüblich. (Einwohnerzahlen Stand 1. Januar 2017):
- Berkovci (Berkhaus[5], Werkofzen), 134
- Berkovski Prelogi, 27
- Boreci (Woretzen), 307
- Bučečovci (Wudischhofzen), 250
- Dobrava, 61
- Gajševci (Gajschofzen), 52
- Grabe pri Ljutomeru (Grabendorf), 115
- Iljaševci (Igelsdorf), 185
- Ključarovci pri Ljutomeru (Schlüsseldorf), 330
- Kokoriči (Kokoritschen), 121
- Križevci pri Ljutomeru (Kreuzdorf), 485
- Logarovci (Logarofzen), 272
- Lukavci (Lukaufzen), 635
- Stara Nova vas (Altneudorf), 352
- Vučja vas (Wolfsdorf), 225
- Zasadi, 62

### Nachbargemeinden
| Radenci                 | Murska Sobota                               | Veržej   |
| Sveti Jurij ob Ščavnici | Kompassrose, die auf Nachbargemeinden zeigt | Ljutomer |
| Ljutomer                | Ljutomer                                    | Ljutomer |

## Geschichte
In der Gegend um Križevci gab es viele Funde aus der Hallstattzeit. Die heutige Gemeinde wurde erst 1998 gegründet. Bis dahin war sie Teil der Gemeinde Ljutomer.
Bekannt ist die Gemeinde auch durch seine Pferdezucht und den traditionellen Pferderennen.